# خلفون البربري
خلفون البربري (847م-850م) كان أول أمير لإمارة باري الأسلامية في جنوب إيطاليا. من أصل أمازيغي، يرجح انه ولد بجزيرة صقلية. عمل كقائد عسكري تحت حكم إمارة الأغالبة التي سيطرت على إفريقية و صقلية، وكان في البداية خادماً و مولى، وربما حتى عبدًا.
في عام 847م، قاد خلفون مجموعة من القوات الإسلامية، تتكون من الأمازيغ والعرب، التي نجحت في غزو مدينة باري واقتطاعها من البيزنطيين في جنوب إيطاليا، وبعد ذلك تم تنصيبه أمير هذه المدينة، وبذلك يكون مؤسس إمارة باري. كان حكمه يعتمد اسميًا على الاعتراف بسلطة أمراء إفريقية، لكنه في الحقيقة كان أميراً مستقلاً.
أثناء حكمه عمل الأمير على تقوية أسطول المسلمين وشرع في الاستيلاء على المدن المجاورة، وبنى أول جامع كبير في وسط باري. لم يلبث حكمه إلى أن تفاقمت الأوضاع وخاصة بين العرب والأمازيغ، الأمر الذي أدى إلى مقتل خلفون في عام 850م وتولي مفرق بن سلام حكم الإمارة بعده.